# Девитт, Хелен
Хелен Девитт (англ. Helen DeWitt, 1957 г. р., штат Мэриленд, США) — американская писательница-романистка. Автор романа «Последний самурай» (2000) — её дебюта, получившего популярность.
Отец её был дипломатом.
Окончила Оксфорд с докторской степенью.
Работу над «Последним самураем» она окончила в 1998 году. Книга была опубликована в более чем 20 странах, в том числе в России.
Живёт в Берлине.